# Владиславув (Пшисуський повіт)
Владиславув (пол. Władysławów) — село в Польщі, у гміні Русинув Пшисуського повіту Мазовецького воєводства.
Населення — 112 осіб (2011).
У 1975-1998 роках село належало до Радомського воєводства.

## Демографія
Демографічна структура станом на 31 березня 2011 року:
|          | Загалом | Допрацездатний вік | Працездатний вік | Постпрацездатний вік |
| -------- | ------- | ------------------ | ---------------- | -------------------- |
| Чоловіки | 56      | 6                  | 41               | 9                    |
| Жінки    | 56      | 11                 | 31               | 14                   |
| Разом    | 112     | 17                 | 72               | 23                   |